# Pittsburg (Kalifornien)
|  | Dieser Artikel wurde aufgrund von inhaltlichen Mängeln auf der Qualitätssicherungsseite des Projektes USA eingetragen. Hilf mit, die Qualität dieses Artikels auf ein akzeptables Niveau zu bringen, und beteilige dich an der Diskussion! Eine nähere Beschreibung der zu behebenden Mängel fehlt. |

Pittsburg ist eine Stadt im Contra Costa County im US-Bundesstaat Kalifornien, Vereinigte Staaten. Das U.S. Census Bureau hat bei der Volkszählung 2020 eine Einwohnerzahl von 76.416 ermittelt. Die geographischen Koordinaten sind: 38,02° Nord, 121,89° West. Das Stadtgebiet hat eine Größe von 43,6 km².

## Namensvarianten
Die Stadt besitzt einige Bezeichnungsvarianten:
- Black Diamond[2]
- City of New York of the Pacific[3]
- New York of the Pacific[2]
- Pittsburgh[3]

## Städtepartnerschaften
Städtepartnerschaften bestehen mit folgenden Städten:
- Isola delle Femmine, Italien
- Pohang, Südkorea
- Shimonoseki, Japan
- Wenzhou, Volksrepublik China[5]
- Municipio Yahualica de González Gallo, Mexiko

## Söhne und Töchter der Stadt
- Karen Vogtmann (* 1949), Mathematikerin
- Scott Molina (* 1960), Triathlet und Ironman-Weltmeister
- James Page (* 1971), Boxer im Weltergewicht
- Dante Basco (* 1975), Schauspieler, Tänzer und Rapper